# Fredelo
Fredelo (†852) was samen met Willem van Septimanië, Graaf van Toulouse van 844 tot 850 en vanaf 850 tot aan zijn dood alleenheerser.

## Context
Sinds de dood van Pepijn I van Aquitanië in 838 vochten zijn zoon Pepijn II van Aquitanië en Karel de Kale over de heerschappij van het koninkrijk Aquitanië. Bernhard van Septimanië, graaf van Toulouse en vazal van Pepijn II, werd in 844 geëxecuteerd. Pepijn II benoemde de zoon van Bernhard, Willem als opvolger, Karel de Kale koos voor Fredelo, van het graafschap Rouergue.
Toen Pepijn II door zijn eigen edelen in 848 werd afgezet, vond Karel de Kale de tijd rijp om in te grijpen. Willem van Septimanië was ook graaf van Barcelona en was niet aanwezig toen Karel de Kale richting Aquitanië marcheerde. Fredelo opende de poorten van de stad en verwelkomde zijn leenheer. In 850 stierf Willem in Barcelona, Fredelo was nu alleenheerser en als dank kreeg hij het graafschap Carcassonne erbij.  

## Familie
Fredelo was de zoon van Fulgaud, graaf van Rouergue, hij was getrouwd met Oda, samen hadden ze een dochter, Udalgarda, die later zou trouwen met Bernard Plantevelue, broer van Willem van Septimanië. Na zijn dood werd hij opgevolgd door zijn broer Raymond I van Toulouse.